# Josef Danda
Josef Danda (2. ledna 1906 Koleč – 15. března 1999 Praha-Horní Počernice) byl český architekt, specialista na nádražní železniční stavby a jeden z autorů nové budovy pražského hlavního nádraží.

## Život
Narodil se v Kolči nedaleko Kladna. Absolvoval Fakultu architektury ČVUT v Praze, poté prošel praxí několika významných ateliérů, načas pracoval i v Paříži u Le Corbusiera a většinu profesní dráhy věnoval návrhům dopravních, především železničních staveb.
Po válce se fakticky stává nejvýznamnějším expertem na železniční architekturu v Československu.  V třicátých letech navrhl funkcionalistické nádraží v Teplicích nad Bečvou, nádražní budovu v Třinci vytvořil v roce 1957. Roku 1958 ve spolupráci s Karlem Řepou vyprojektoval hlavní nádraží v Pardubicích (od roku 1987 památkově chráněno), dnes interpretované jako poslední záchvěv předválečného funkcionalismu. Nádražní budovu v Klatovech vyprojektoval roku 1959.
Mezi lety 1956–1962 se stal autorem novostavby chebského nádraží. Stavba vznikla na místě vybombardované původní secesní budovy jako výrazná vertikála navazující na předválečný funkcionalismus ovlivněný soudobým bruselským stylem, inspirovaným výstavou Expo 58 v Bruselu (dvě mozaiky v hale Jaroslava Moravce, vstupní vitráž Zdeňka Holuba a kovová plastika Jaroslava Šajna na průčelí budovy). Nové chebské nádraží vznikalo, kromě dopravní potřeby, i jako výkladní skříň socialismu na naší západní hranici, navzdory tomu je jeho špičková architektura ozdobou a určujícím městotvorným prvkem do současné doby.
V šedesátých letech projektoval nádraží Ostrava-Vítkovice (1967), roku 1968 nádražní budovu v Lovosicích a interiér nádraží v Mostě.
V letech 1972–1979 vznikla nová odbavovací hala pražského hlavního nádraží. Byl jejím spoluautorem vedle Jana Bočana a Aleny a Jana Šrámkových. 
Zemřel 15. března 1999 v Horních Počernicích, součásti Prahy, ve věku 93 let. Pohřben byl na Chvalském hřbitově.

## Dílo (výběr)
- Nádraží v Teplicích nad Bečvou (1938–1939)
- Vodárenská věž, nádraží Praha-Běchovice (1945)[5]
- Hlavní nádraží v Pardubicích (50. léta 20. stol.–1958)
- Nádraží v Chebu (1956–1962)
- Nádraží v Třinci (1957)
- Nádraží v Klatovech (1959)
- nádraží v Ostravě-Vítkovicích (1967)
- Nádraží v Lovosicích (1968)
- Nádraží v Aši (1969)
- Interiér nové budovy nádraží v Mostě (1977)
- Interiér nové budovy hlavního nádraží v Praze (1979)

## Galerie

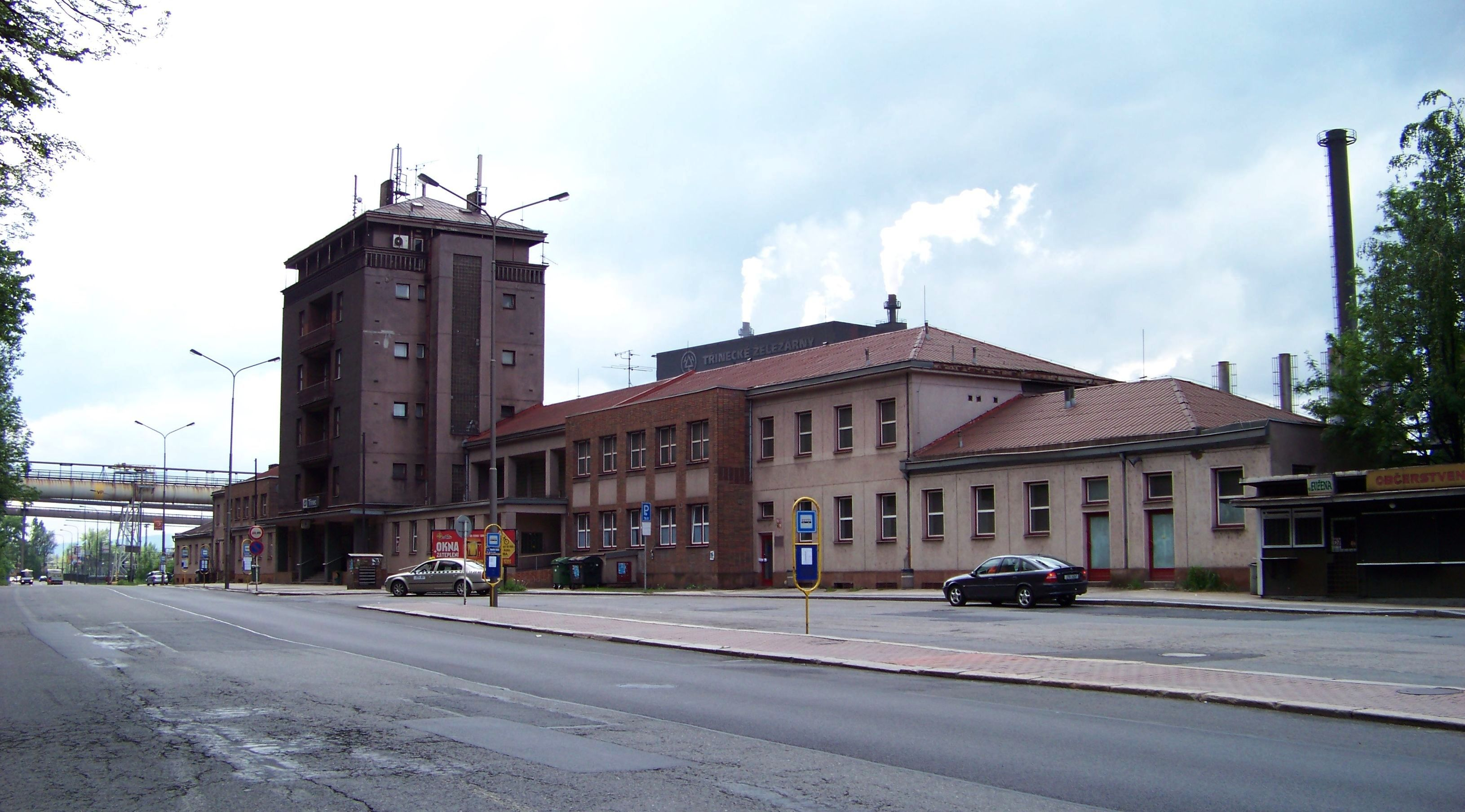
Nádraží v Třinci, 1957
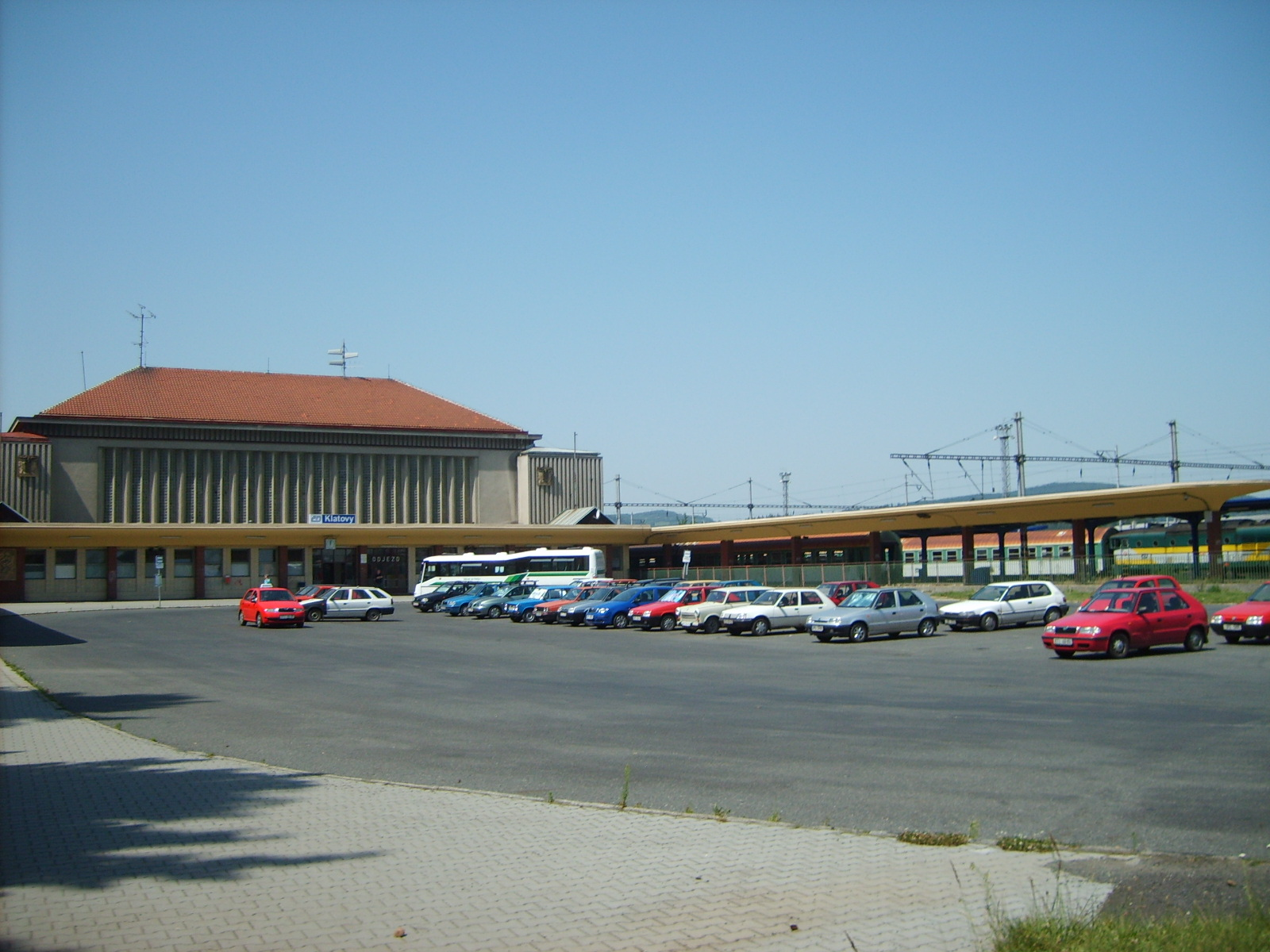
Nádraží v Klatovech, 1959
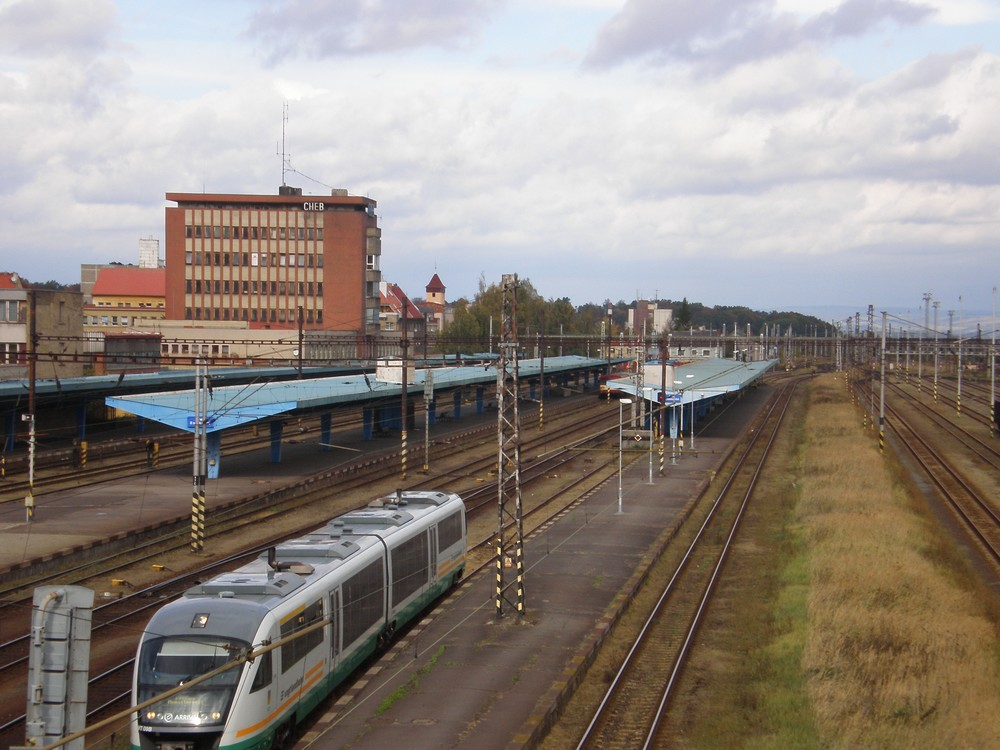
Nádraží v Chebu, 1962
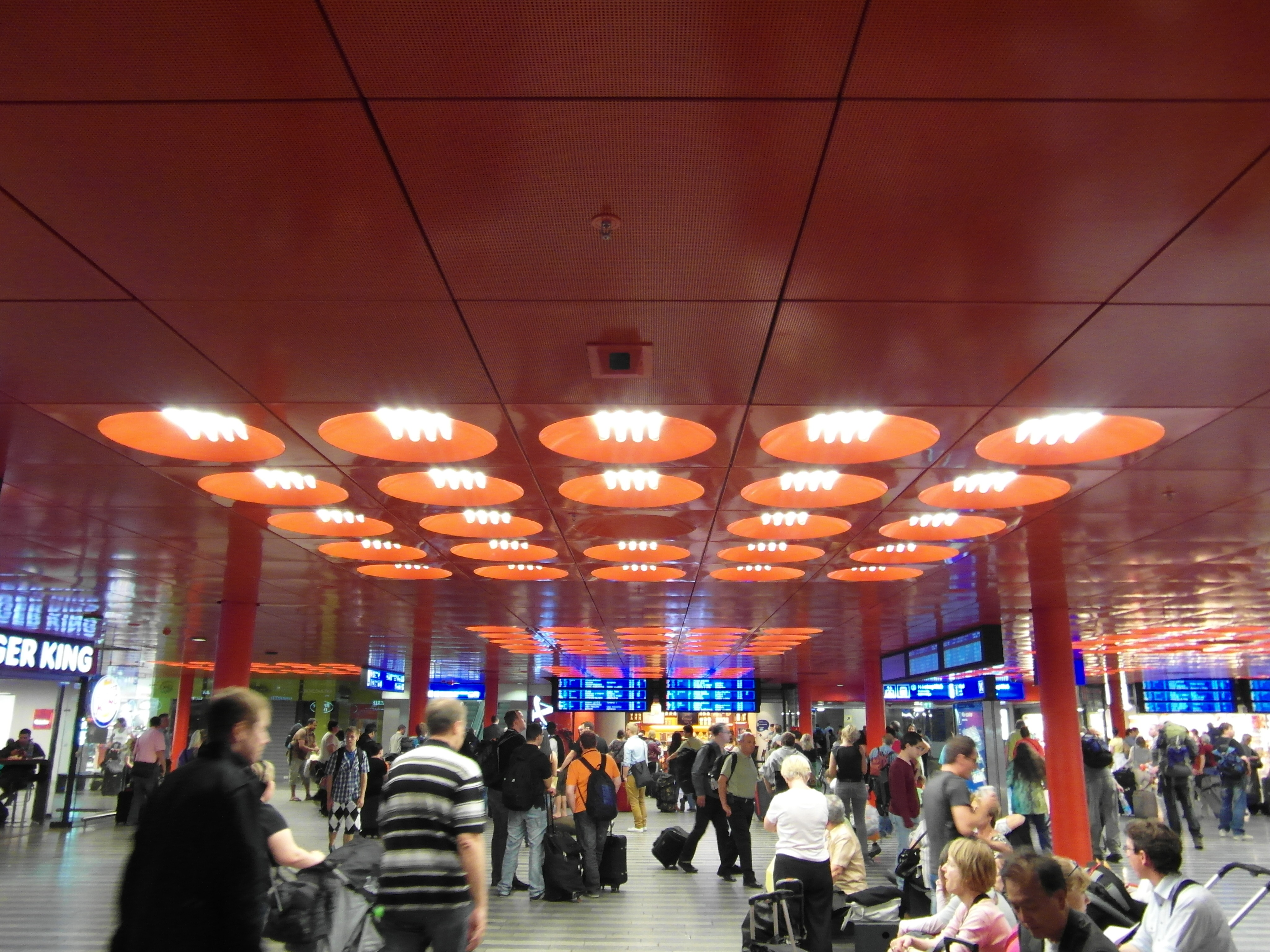
Interiér nové budovy pražského hlavního nádraží